# انگشت کوچک
انگشت کوچک یا انگشت خُرد نام پنجمین انگشت انتهایی دست است که در انسان شامل یک انگشت در هر دست می‌شود (در مجموع دو انگشت). این انگشت کوتاه‌ترین و باریک‌ترین انگشت دست است.
انگشتان دست دارای سه استخوان مجزا هستند که بین آن‌ها مفصل وجود دارد و در انتهای آن‌ها ناخن قرار دارد.

## نگارخانه

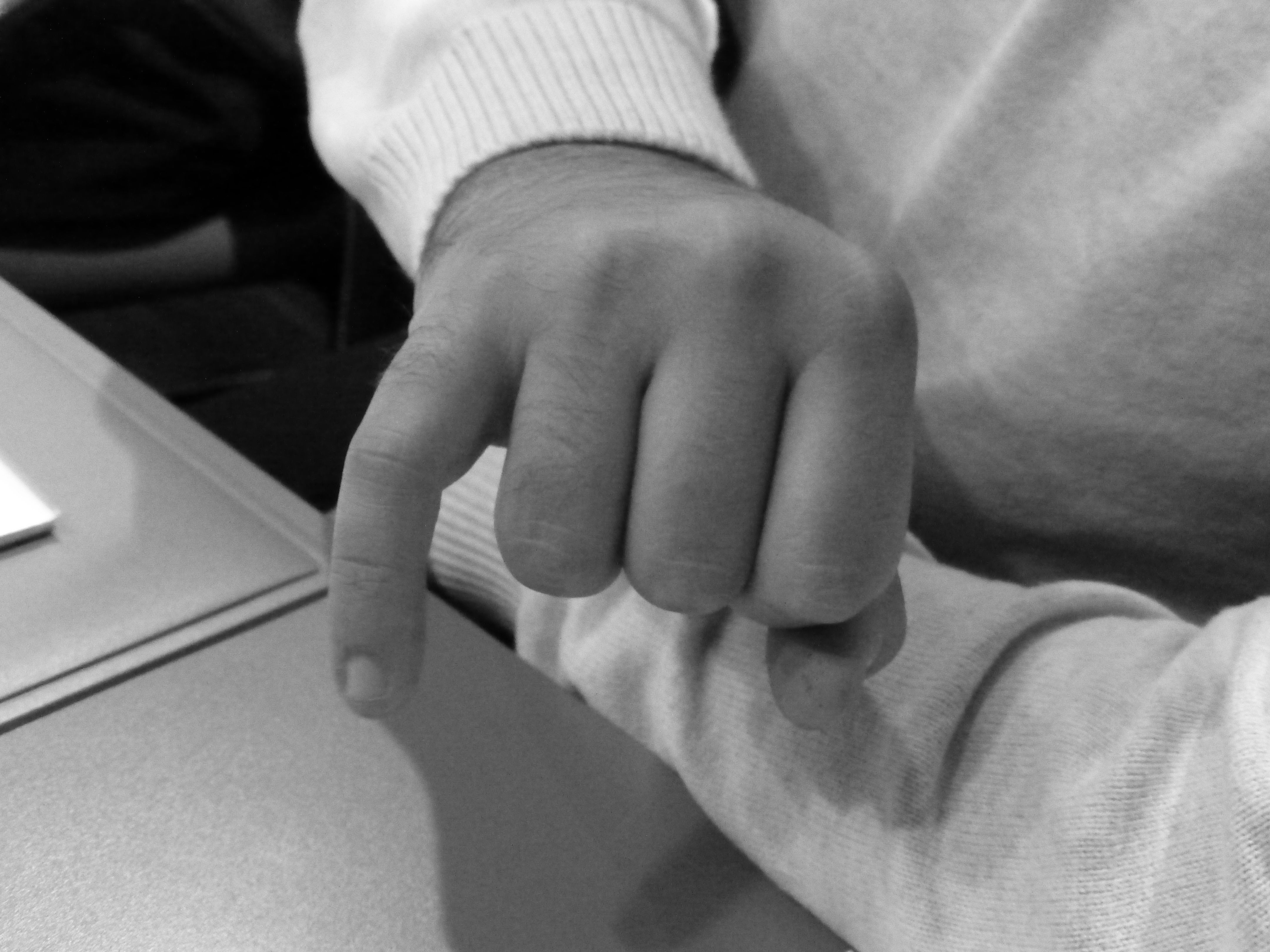
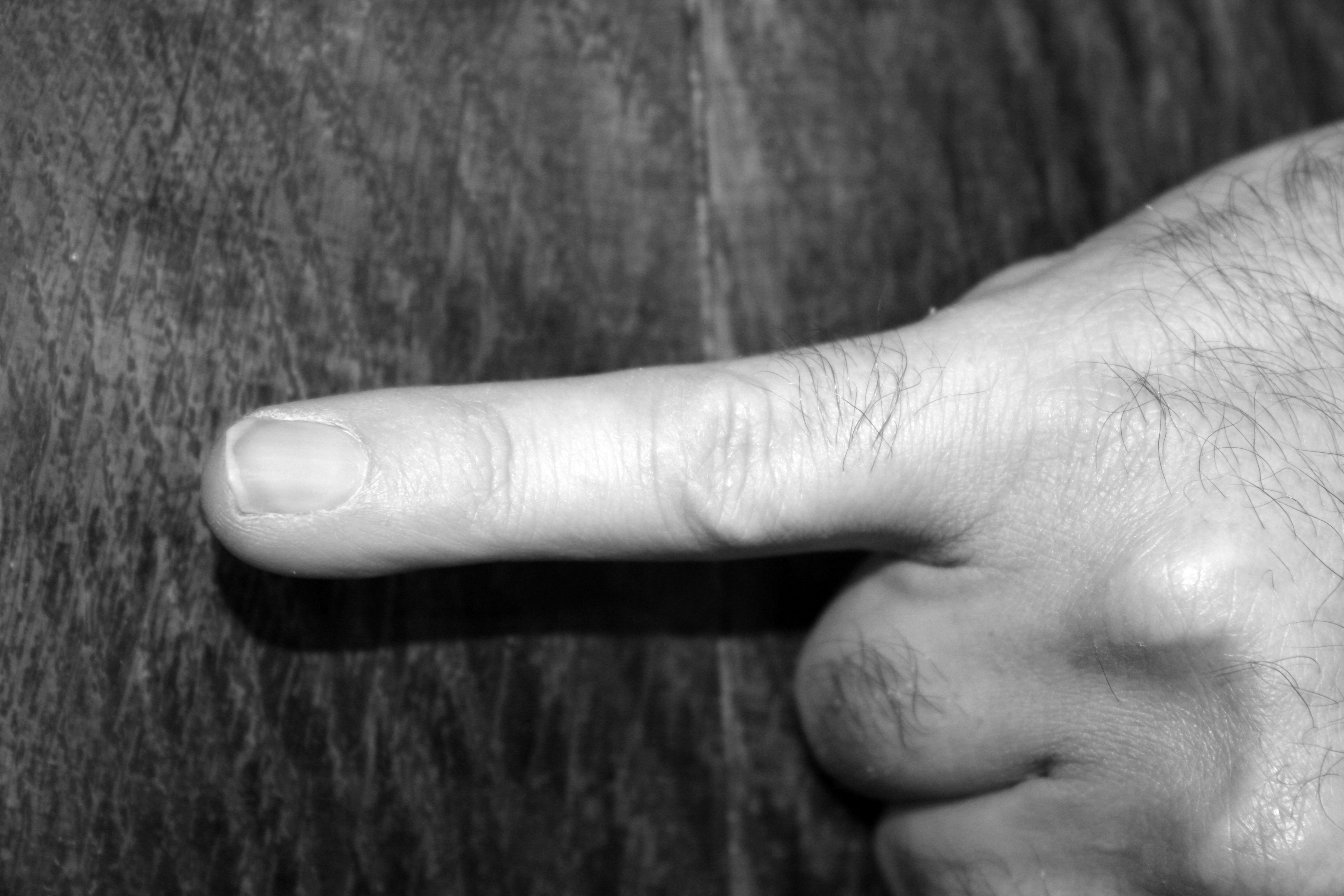